# Depot von Želenice
Das Depot von Želenice (auch Hortfund von Želenice) ist ein Depotfund der frühbronzezeitlichen Aunjetitzer Kultur aus Želenice im Ústecký kraj, Tschechien. Es datiert in die Zeit zwischen 2000 und 1800 v. Chr. Das Depot befindet sich heute im Museum von Bílina.

## Fundgeschichte
Das Depot wurde 1925 südlich von Želenice in der Lage „Želenický vrch“ entdeckt. Die genauen Fundumstände sind unbekannt. Die Fundstelle liegt in einem Tal zwischen zwei steilen Basaltkegeln, durch das einst ein Bach floss, der nördlich in die Bílina mündete. Einige hundert Meter westlich wurde bei České Zlatníky noch ein weiteres Depot gefunden, das allerdings in die mittlere Bronzezeit datiert.

## Zusammensetzung
Das Depot besteht aus zwei bronzenen Ösenhalsringen.